# Tosin Abasi
Oluwatosin Ayoyinka Olumide Abasi, mais conhecido simplesmente por Tosin Abasi (Washington-DC, 7 de janeiro de 1983), é um guitarrista estadunidense de ascendência nigeriana, notório como o fundador e guitarrista da banda de Metal Progressivo Animals as Leaders.
Em agosto de 2020, foi revelado que Abasi era o músico por trás da fragmentação da "guitarra aérea" em Bill & Ted Face the Music.
Considerado um virtuoso da guitarra, a revista Guitar World Magazine o classificou na poisção #97 em sua lista dos 100 maiores guitarristas de todos os tempos, um dos 20 maiores da década 2010 e um dos 40 guitarristas que mudaram nosso mundo desde 1980.

## Biografia
Filho de imigrantes nigerianos nos Estados Unidos, Tosin Abasi nasceu em Washington DC. Seu irmão, Abdul Abasi, é um ex-sargento das forças armadas dos Estados Unidos e atualmente é um designer de moda.
Abasi é um violonista autodidata. Ele primeiro pegou um violão na casa de seu amigo, simplesmente dedilhando e fazendo licks básicos no local. Nessa época, ele estava sendo exposto a um pouco de música por meio do aprendizado do clarinete no ensino fundamental. Mais tarde, ele começou a alugar fitas de vídeo instrucionais para guitarristas de hair metal em sua loja de música local, dizendo que alguns "eram vídeos que você não queria ser pego assistindo" devido ao material ousado em certas fitas (por exemplo, mulheres de biquíni).
Abasi disse que quando decidiu aprender a tocar violão, seu pai foi "totalmente liberal em relação a tudo, encorajador e orgulhoso" e, de fato, comprou para ele seu primeiro violão. No entanto, sua mãe inicialmente tinha uma visão mais conservadora. Tosin disse em uma entrevista: “Minha mãe definitivamente representa mais da mentalidade tradicional de imigração da educação e os canais convencionais são muito mais importantes do que um esforço criativo”.

### Início da Carreira
Seu primeiro trabalho como músico profissional foi como guitarrista da banda de metal PSI (Pounds Per Square Inch), de Silver Spring, Maryland, antes de ingressar na banda de metalcore técnico Reflux no início até meados dos anos 2000. Durante um show do Reflux, a Prosthetic Records percebeu sua habilidade e ofereceu a ele um contrato de gravação como artista solo. No início, ele recusou, dizendo que não se sentia confortável com seu nível de habilidade para escrever seu próprio disco. Depois disso, Abasi se matriculou no Instituto de Música e Mídia de Atlanta, uma faculdade com fins lucrativos. Depois de se formar, ele contatou a Prosthetic Records perguntando se a oferta ainda era válida. Ele então formou seu projeto "solo", Animals as Leaders, o nome sendo vagamente derivado do livro Ismael, de Daniel Quinn.

## Discografia

### Com a banda "PSI (Pounds Per Square Inch)"
- 2001 - Virus

### Com a banda "Reflux"
- 2004 - Illusion of Democracy

### Com a banda "Animals as Leaders"
- 2009 - Animals as Leaders
- 2010 - "Wave of Babies (Digital Single)"
- 2011 - Weightless
- 2014 - The Joy of Motion (2014)
- 2015 - Animals as Leaders (Encore Edition)
- 2016 - The Madness of Many

### Com a banda "T.R.A.M."
- 2012 - Lingua Franca (Sumerian Records)

### Com o projetoGeneration Axe
- 2018 - The Guitars That Destroyed The World: Live in China - Steve Vai, Yngwie Malmsteen, Zakk Wylde, Nuno Bettencourt, Tosin Abasi

### Com a banda "Tigran Hamasyan"
- 2020 - The Call Within (Guitars in "Vortex") (Nonesuch Records)